# Mille Miglia 1938

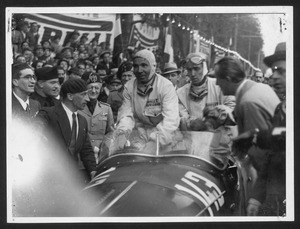
Die Rennsieger Clemente Biondetti und Aldo Stefani nach der Zieldurchfahrt …

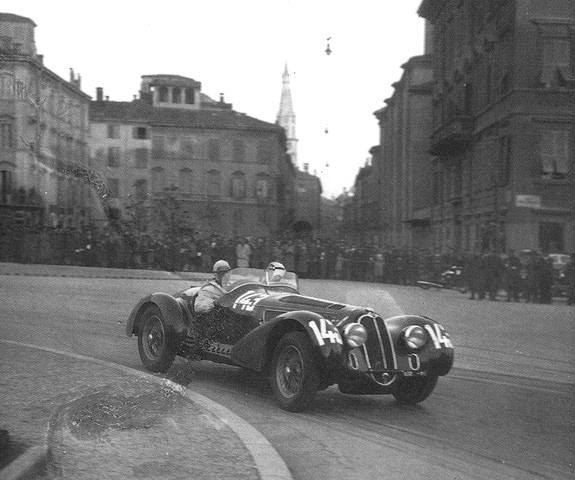
… und während ihrer Siegesfahrt

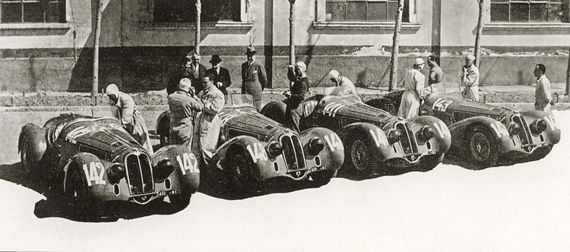
Die vier Werks-Alfa Romeo vor dem Rennstart

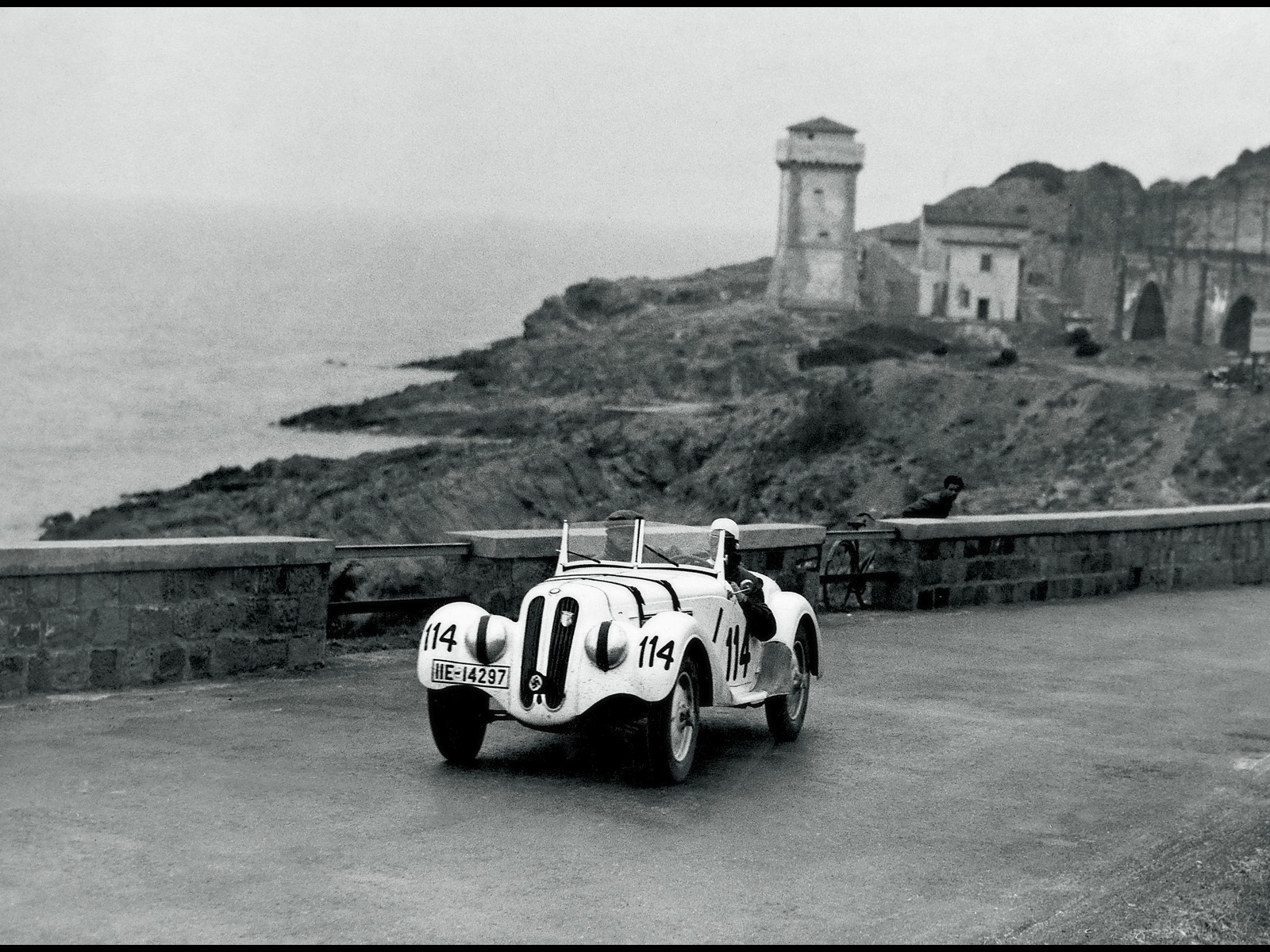
Der zwölftplatzierte Werks-BMW 328 von Heinrich Graf von der Mühle-Eckart und Theodor Holtzschuh südlich Livornos

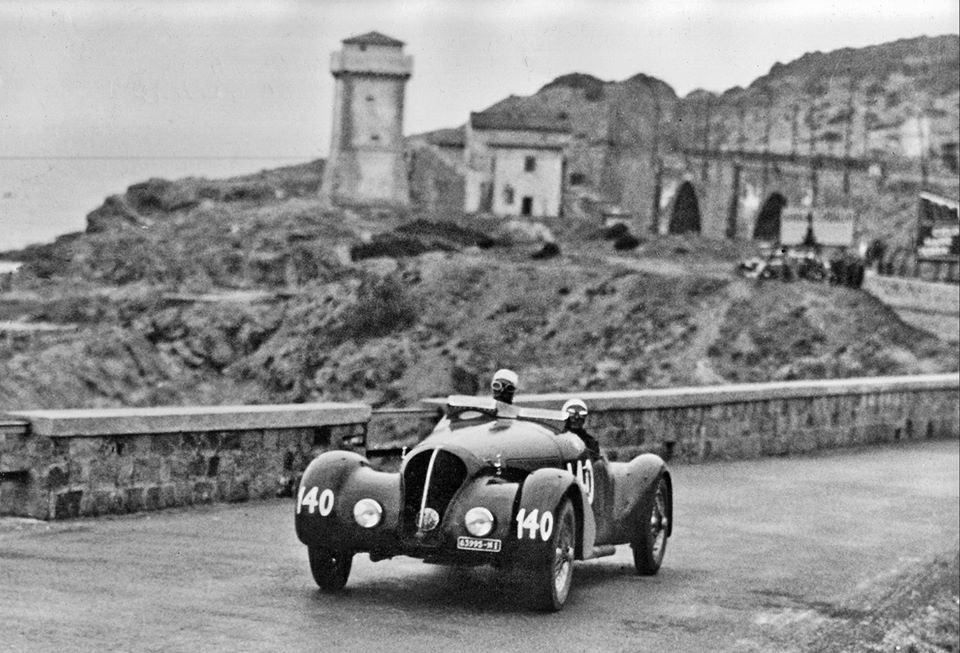
Franco Cortese im neuntplatzierten Alfa Romeo 6C 2300B MM Spider Touring am selben Streckenabschnitt

Die zwölfte Mille Miglia fand am 2. und 3. April 1938 statt. Sie führte über 1630 km von Brescia nach Rom und wieder zurück nach Brescia.

## Das Rennen

### Die Route
Brescia – Cremona – Piacenza – Parma – Reggio nell’Emilia – Modena – Bologna – Raticosapass – Futapass – Florenz – Pisa – Livorno – Grosseto – Tarquinia – Vetralla – Rom – Terni – Sommapass – Foligno – Gualdo Tadino – Fano – Rimini – Cesena – Forlì – Bologna – Ferrara – Rovigo – Padua – Treviso – Venedig – Vicenza – Verona – Brescia

### Teams, Fahrzeuge und Fahrer
Vor der zwölften Ausgabe der Mille Miglia griffen die Organisatoren massiv in die bisherige Streckenführung ein. Das Rennen sollte leichter zu fahren sein und schneller werden. Die Wandlung der Mille Miglia vom Rennen der Profifahrer zu einer Veranstaltung für Amateure hatte sich 1938 längst vollzogen. Immer mehr bekannte Rennfahrer blieben dem 1000-Meilen-Rennen fern, das Bild prägten nunmehr die Fahrer der Tourenwagen. Zu den Abwesenden zählten unter anderen Tazio Nuvolari, Achille Varzi und Luigi Fagioli. Damit die Menge der Amateure in einer halbwegs akzeptablen Rennzeit das Ziel erreichen konnten, wurden einige schwierige Streckenteile eliminiert und durch gerade Passagen ersetzt. Erwartet wurde einer Siegerzeit unter 12 Stunden. Die Strecke blieb bis Florenz wie in den vorhergehenden Jahren, dann ging es erstmals nach Pisa und weiter entlang der ligurischen Küste nach Rom. Die Fahrt über den Raticosa- und den Futapass fiel dadurch weg. Beim Rückweg nach Brescia erreichte die neue Streckenführung erst bei Fano die Adria. Von dort ging es wie bei den Rennen davor zurück nach Brescia.
Im Grand-Prix-Sport hatte Alfa Romeo den Anschluss an die Werksmannschaften von Daimler-Benz und der Auto Union komplett verloren. Fehlende finanzielle Mittel, rückständige Technik und das Fehlen von Vittorio Jano hatten sich negativ auf die Rennwagen aus Mailand ausgewirkt. Jani hatte das Unternehmen nach einer Auseinandersetzung mit dem Geschäftsführer Ugo Gobbato im Streit verlassen. Sein Nachfolger Wifredo Ricart fand eine schwierige Ausgangslage vor. Italiens Ministerpräsident Benito Mussolini hatte sich mehrmals öffentlich über die ausbleibenden Erfolge von Alfa Romeo erregt und lautstark Siege gefordert. Das Verhältnis war durch das Misstrauen, das Mussolini gegenüber Ricart hegte, noch zusätzlich angespannt. Aus seiner Sicht war der Spanier politisch unverlässlich. Ricart löste die Partnerschaft mit der Scuderia Ferrari und holte die Rennaktivitäten wieder ins Werk zurück. Nach erheblichem Druck durch die Geschäftsleitung musste er den erfolgreichen Scuderia-Besitzer Enzo Ferrari als Rennleiter einstellen. Die Zusammenarbeit der beiden war von Anfang an konfliktreich und der beständige Streit über die Führung von Alfa Corse war auch ein Grund für den späteren Bruch zwischen Enzo Ferrari und Alfa Romeo.
Für die Mille Miglia meldete Alfa Corse vier Rennwagen. Drei Alfa Romeo 8C 2900B Spider MM Touring für Carlo Maria Pintacuda, Giuseppe Farina und Eugenio Siena. Der vierte Wagen war ein C-Modell mit leistungsstärkerem Achtzylinder-Motor, den Clemente Biondetti. Die stärkste Konkurrenz um den Gesamtsieg kam für Alfa Romeo diesmal aus dem Ausland. Automobiles Delahaye brachte zwei neue Delahaye 145 mit 4,5-Liter-12-Zylinder-Motor nach Italien. Gefahren wurden die Wagen von René Dreyfus und Gianfranco Comotti.
Klare Favoriten auf den Sieg in der neuen 2-Liter-Hubraum-Klasse waren die deutschen BMW 328, drei davon Werkswagen. Max zu Schaumburg-Lippe (mit Co-Pilot Giovanni Lurani), Uli Richter und Heinrich Graf von der Mühle-Eckart steuerten die Werkswagen. Einen 328 meldete Frazer Nash für Alfred Fane.

### Der Rennverlauf
Das erste Fahrzeug ging um 2 Uhr in der Früh ins Rennen. Der Rest des Starterfeldes folgte im Abstand von jeweils 90 Sekunden. Da die hubraumstärksten Rennwagen am Ende des Startprozedere ihren Weg nach Rom aufnahmen, fuhren die Profifahrer ausschließlich bei Tageslicht. In Bologna führte Pintacuda im Alfa Romeo zwei Minuten vor Dreyfus im Delahaye, weitere zehn Sekunden dahinter war Biondetti Dritter. Die beiden Delahayes waren schnell, allerdings bekamen beide Fahrer auf dem Weg nach Rom Probleme mit den zu sehr strapazierten Michelin-Reifen. Pintacuda lag auch in Rom an der Spitze. Biondetti war Zweiter und Piero Dusio in seinem privaten Alfa Romeo Dritter. Dreyfus war auf den vierten Rang zurückgefallen. Der Kühler verlor Flüssigkeit und er musste mehrmals anhalten, um Wasser nachzufüllen.
Zwei defekte Bremsbacken verhinderten einen erneuten Sieg von Pintacuda. Er verlor fast 30 Minuten bei einem Servicestopp, um die Scheiben zu tauschen. Eine der besten fahrerischen Leistungen seiner Karriere in der Aufholjagd reichte nicht zum Sieg. Dazu fehlten ihm zwei Minuten und zwei Sekunden auf den Sieger Biondetti. Dritter wurde Dusio vor Dreyfus, der das Podium der ersten drei um zwei Minuten verfehlte. Wie erwartet dominierten die BMW 328 die 2-Liter-Klasse. Als bester BMW-Fahrer kam Albert Fane als Gesamtachter und Klassensieger ins Ziel.

### Der Unfall
Seit der ersten Mille Miglia 1927 war die Veranstaltung trotz der vielen Zuschauer an den Straßenrändern von katastrophalen Unfällen verschont geblieben. Das änderte sich am 3. April 1938 um 16:30 Uhr. Zu diesem Zeitpunkt fuhren die beiden Genuesen Angelo Mignanego und sein Co-Pilot Dr. Luigi Bruzzo in ihrem Lancia Aprilia die Viale Berti Pichat in Bologna entlang. Bei knapp 100 km/h Fahrgeschwindigkeit verlor der unerfahrene Mignanego auf den dort verlegten Straßenbahnschienen die Herrschaft über den Wagen. Der Lancia krachte zuerst gegen einen Baum und danach in eine große Zuschauergruppe. Während die beiden Autoinsassen fast unverletzt blieben, starben beim Aufprall des Wracks zehn Personen, darunter sieben Kinder. 26 Zuschauer wurden zum Teil schwer verletzt. Ein 12 Jahre altes Mädchen starb bei einem weiteren Unfall in Stanghella.
Vor allem der Tod der Kinder löste eine mediale Schockwelle aus, die weite Teile der Bevölkerung erfasste. Die Folge war das vorläufige Ende der Mille Miglia durch einen Erlass der italienischen Regierung, die alle Straßenrennen verbot. Um die Veranstaltung zu retten, wichen die Organisatoren 1939 in das von Italien besetzte Libyen aus. Unter dem Namen Litoranea Libica wurde dort ein Straßenrennen über 1500 km von Tobruk nach Tripolis gefahren, das die Veranstalter als 1939 Mille Miglia bezeichneten. Mit dem 1000-Meilen-Original hatte die Litoranea Libica, die von Benito Mussolinis Fahrer Ercole Boratto mit dem Co-Piloten Consalvo Sanesi im Alfa Romeo 6C 2500 SS gewonnen wurde, allerdings nichts gemein. In der offiziellen Geschichte der Mille Miglia erhielt dieses kuriose Rennen keinen Platz.

## Ergebnisse

### Schlussklassement
| 1           | S3.s / 4.5 | 143 | Alfa Corse                      | Clemente Biondetti Aldo Stefani                       | Alfa Romeo 8C 2900C Spider MM Touring        | 11:58:29,000 |
| 2           | S3.s / 4.5 | 142 | Alfa Corse                      | Carlo Maria Pintacuda Paride Mambelli                 | Alfa Romeo 8C 2900B Spider MM Touring        | 12:00:31,000 |
| 3           | S3.s / 4.5 | 145 | Piero Dusio                     | Piero Dusio Roberto Boninsegni                        | Alfa Romeo 8C 2300A                          | 12:37:31,000 |
| 4           | S3.s / 4.5 | 152 | Ecurie Bleue                    | René Dreyfus Maurice Varet                            | Delahaye 145                                 | 12:39:53,000 |
| 5           | S3.s / 4.5 | 149 | Automobiles Talbot              | René Carrière Jacques van der Pijl                    | Talbot T150C                                 | 12:59:03,000 |
| 6           | S3.s / 4.5 | 150 |                                 | Ventidue Ventuno                                      | Alfa Romeo 8C 2300 Monza                     | 13:28:53,000 |
| 7           | S3.s / 4.5 | 146 | Robert Mazaud                   | Robert Mazaud Julio Quinlin                           | Delahaye 135CS                               | 13:33:41,000 |
| 8           | S 2.0      | 113 | Frazer Nash                     | Alfred Fane Bill James                                | BMW 328                                      | 13:36:19,000 |
| 9           | SN + 1.5   | 140 | Scuderia Ambrosiana             | Franco Cortese Carlo Fumagalli                        | Alfa Romeo 6C 2300B MM Spider Touring        | 13:38:11,000 |
| 10          | S 2.0      | 108 | BMW                             | Max zu Schaumburg-Lippe Giovanni Lurani               | BMW 328                                      | 13:38:52,000 |
| 11          | S 2.0      | 109 | BMW                             | Uli Richter Fritz Werneck                             | BMW 328                                      | 14:01:21,000 |
| 12          | S 2.0      | 114 | BMW                             | Heinrich Graf von der Mühle-Eckart Theodor Holtzschuh | BMW 328                                      | 14:02:01,000 |
| 13          | SN + 1.5   | 128 | Rodolfo Haller                  | Rodolfo Haller Carlo Castelbarco                      | Alfa Romeo 6C 2300 Pescara Spider Zagato     | 14:09:15,000 |
| 14          | SN 1.5     | 94  | Scuderia Ambrosiana             | Luigi Villoresi Corrado Forti                         | Lancia Aprilia Spider Zagato                 | 14:09:25,000 |
| 15          | SN + 1.5   | 131 | Lotario Rangoni Machiavelli     | Lotario Rangoni Machiavelli Renato Cornia             | Alfa Romeo 6C 2300B MM Spider Touring        | 14:24:05,000 |
| 16          | SN 1.1     | 55  | Piero Taruffi                   | Piero Taruffi Francesco Carena                        | Fiat 1100 MM Berlinetta Savio                | 14:28:55,000 |
| 17          | SN + 1.5   | 129 | Luigi Gambero                   | Luigi Gambero Edoardo Gambaro                         | Alfa Romeo 6C 2300B MM Spider Touring        | 14:39:49,000 |
| 18          | SN 1.5     | 89  | Scuderia Ambrosiana             | Ovidio Capelli Cavenago                               | Fiat 1500 Spider Zagato                      | 14:41:25,000 |
| 19          | SN 1.5     | 85  | Luigi Bellucci                  | Luigi Bellucci G. Bergia                              | Lancia Aprilia Spider Touring Ala Spessa     | 14:46:12,000 |
| 20          | SN 1.1     | 64  | Mario Braida                    | Mario Braida Franco Venturi                           | Fiat 508CS Balilla Sport                     | 14:57:13,000 |
| 21          | SN 2.0c    | 118 |                                 | Bellandri O. Veggelli                                 | Alfa Romeo 6C Spider Zagato                  | 14:57:42,000 |
| 22          | SN 1.1     | 53  | Giuseppe Ricci                  | Giuseppe Ricci C. Ogna                                | Fiat 1100 MM Berlinetta Savio                | 14:58:53,000 |
| 23          | SN 1.1     | 46  | Gualtieri Garagnani             | Gualtieri Garagnani Gastone Bertocchi                 | Stanguellini SN1100                          | 15:01:26,000 |
| 24          | SN 1.1     | 42  |                                 | G. Pelassa Nando Barbieri                             | Fiat 1100 MM Berlinetta Savio                | 15:17:08,000 |
| 25          | SN 1.1     | 43  |                                 | L. Cagna A. Bogani                                    | Fiat 1100 MM Berlinetta Savio                | 15:19:46,000 |
| 26          | SN 1.5     | 72  | Aldo Marazza                    | Aldo Marazza A. Varallo                               | Lancia Aprilia Berlinetta aerod Pinin Farina | 15:21:46,000 |
| 27          | SN 1.1     | 41  | Renzo Ceschina                  | Renzo Ceschina Gino Guagnellini                       | Fiat 1100                                    | 15:22:14,000 |
| 28          | SN 1.1     | 37  | Vittorio Casalegno              | Vittorio Casalegno L. Di Rovasenda                    | Fiat 1100 MM Berlinetta Savio                | 15:25:48,000 |
| 29          | SN 1.1     | 50  | Francesco Apruzzi               | Francesco Apruzzi Sava                                | Fiat 1100                                    | 15:35:08,000 |
| 30          | SN 1.5     | 107 | Carlo Tonini                    | Carlo Tonini Carlo Gazzabini                          | Lancia Aprilia                               | 15:39:52,000 |
| 31          | SN 1.1     | 49  | Vittorio Mussolini              | Vittorio Mussolini A. Piperno                         | Fiat Siata 1100 Berlinetta Viotti            | 15:44:15,000 |
| 32          | SN 1.5     | 74  | Umberto Capello                 | Umberto Capello G. Girelli                            | Lancia Aprilia                               | 15:48:50,000 |
| 33          | SN 1.1     | 30  | Giovanni Quintavalla            | Giovanni Quintavalla S. Bardiani                      | Fiat 508CS Balilla Sport                     | 15:49:09,000 |
| 34          | SN 1.1     | 31  | Enzo Crotti                     | Enzo Crotti Dino Taddei                               | Stanguellini SN1100 Spider Touring           | 15:49:46,000 |
| 35          | SN + 1.5   | 136 |                                 | G. Grigoli Romano Malaguti                            | Alfa Romeo 6C 2300                           | 15:57:30,000 |
| 36          | SN 1.1     | 36  | Guerrino Faccioni               | Guerrino Faccioni Vittorio Morelli                    | Fiat 1100                                    | 16:03:47,000 |
| 37          | SN 1.5     | 75  | Enrico Nardi                    | P. U. Gobbato Enrico Nardi                            | Lancia Aprilia                               | 16:06:25,000 |
| 38          | SN 1.5     | 70  | Alfredo Raschini                | Alfredo Raschini G. Piovan                            | Lancia Aprilia                               | 16:13:08,000 |
| 39          | SN 1.5     | 90  | Dino Bassi                      | Dino Bassi R. Furielli                                | Lancia Aprilia                               | 16:16:28,000 |
| 40          | SN 1.1     | 62  | Bartolomeo Franceri             | Bartolomeo Franceri G. Lagorio                        | Fiat 1100                                    | 16:18:21,000 |
| 41          | SN 1.5     | 103 | Siro Colombo                    | Siro Colombo Codazzi                                  | Lancia Aprilia                               | 16:22:57,000 |
| 42          | SN + 1.5   | 138 | Ermanno Gurgo Salice            | Ermanno Gurgo Salice Carlo Laredo de Mendoza          | Alfa Romeo 6C 2300B MM                       | 16:27:40,000 |
| 43          | SN 1.5     | 95  | Pietro Ghersi                   | Sensolini Pietro Ghersi                               | Lancia Aprilia                               | 16:37:55,000 |
| 44          | SN 1.5     | 79  | Archimede Rosa                  | Angelo Facchetti Archimede Rosa                       | Lancia Aprilia                               | 16:46:05,000 |
| 45          | SN 1.1     | 48  | Alberto Macchia                 | Alberto Macchia Adele Macchia                         | Fiat 1100 MM Berlinetta Savio                | 16:52:27,000 |
| 46          | S 2.0c     | 20  | Leonardo Quadri                 | Leonardo Quadri G. Spessa                             | Fiat 1100 Berlina Compr. Centrifugo Bremo    | 16:53:10,000 |
| 47          | SN 1.5     | 99  | Giovanni Maria Cornaggia Medici | Giovanni Maria Cornaggia Medici B. Gavazzoni          | Lancia Aprilia                               | 16:56:58,000 |
| 48          | SN 1.1     | 54  |                                 | S. Koelliker Garavini                                 | Fiat Siata 1100 Berlinetta Viotti            | 17:04:42,000 |
| 49          | SN 1.5     | 83  |                                 | Torri Carlo Lucini                                    | Lancia Aprilia                               | 17:13:48,000 |
| 50          | SN 750     | 20  | Giulio Baravelli                | Giulio Baravelli Adelmo Sola                          | Stanguellini SN750 Spider Torricelli         | 17:16:25,000 |
| 51          | SN 750     | 24  | Franco Spotorno                 | Franco Spotorno G. Moscatelli                         | Fiat 500 Testa Siata Spider Zagato           | 17:21:12,000 |
| 52          | SN 750     | 10  | Emilio Darbesio                 | Emilio Darbesio Fausto Nardi                          | Fiat Siata 500 Spider Zagato                 | 17:41:01,000 |
| 53          | SN 1.1     | 63  |                                 | V. Campigli E. Acquadro                               | Fiat 508CS Balilla Sport                     | 17:42:07,000 |
| 54          | S 2.0c     | 125 |                                 | C. Pagliano Giannetti                                 | Alfa Romeo 6C                                | 17:43:28,000 |
| 55          | SN 750     | 7   | Renato Donati                   | Renato Donati Alberto Garzi                           | Fiat 500 Testa Siata Hardtop Zagato          | 17:50:04,000 |
| 56          | SN 1.1     | 35  | Gustavo Laureati                | Gustavo Laureati Camillo Laureati                     | Fiat 1100                                    | 17:55:04,000 |
| 57          | SN 1.1     | 68  | Enrico Adanti                   | Enrico Adanti U. Stefanelli                           | Fiat 1100                                    | 18:05:00,000 |
| 58          | SN 1.5     | 76  |                                 | Parisio Roberto Pozzoli                               | Lancia Aprilia                               | 18:11:13,000 |
| 59          | SN 1.5     | 121 |                                 | Aibi Volonté                                          | Lancia Aprilia                               | 18:28:21,000 |
| 60          | SN 750     | 1   |                                 | V. Collavo Efisio Zanella                             | Fiat 500 Testa Siata Spider Zagato           | 18:36:12,000 |
| 61          | SN 750     | 14  |                                 | P. Foscari Vittorio Rebeschini                        | Fiat 500 Testa Siata Spider Zagato           | 18:42:27,000 |
| 62          | SN 750     | 9   | Sesto Leonardi                  | Sesto Leonardi I. Bricchi                             | Fiat 500 Testa Siata                         | 18:50:38,000 |
| 63          | SN 750     | 9   |                                 | Bargagli Casini                                       | Fiat 500 Testa Siata                         | 19:23:07,000 |
| 64          | SN 750     | 27  | Gino De Sanctis                 | Gino De Sanctis C. Berardino                          | Fiat 500 Berlinetta                          | 19:53:48,000 |
| 65          | SN 750     | 4   | Giulio Bandini                  | Giulio Bandini Domenico Bandini                       | Fiat 500                                     | 20:01:04,000 |
| 66          | SN 750     | 23  |                                 | F. Meomartini A. Benacchio                            | Fiat 500                                     | 20:08:31,000 |
| 67          | SN 750     | 15  |                                 | „Porthos“ „Athos“                                     | Fiat 500                                     | 20:16:55,000 |
| 68          | SN 750     | 16  |                                 | L. Santon G. Munaretto                                | Fiat 500                                     | 20:31:19,000 |
| 69          | SN 750     | 25  |                                 | Alberigi Mottola                                      | Fiat 500                                     | 20:41:16,000 |
| 70          | SN 750     | 28  |                                 | C. Gentili Lascialfari                                | Fiat 500                                     | 20:52:50,000 |
| 71          | SN 1.5     | 71  | Ernesto Menato                  | Ernesto Menato Plinio Ferrari                         | Fiat 500 Berlina                             | 21:20:10,000 |
| 72          | SN 750     | 8   |                                 | „Aramis“ „D'Artagnan“                                 | Fiat 500                                     | 23:02:00,000 |
| Ausgefallen |            |     |                                 |                                                       |                                              |              |
| 73          | SN 750     | 2   |                                 | Sinibaldi Grasselli                                   | Fiat 500                                     |              |
| 74          | SN 750     | 3   |                                 | M. Trivero Piero Avalle                               | Fiat 500                                     |              |
| 75          | SN 750     | 5   |                                 | R. Sorcinelli A. Sandrolini                           | Fiat 500                                     |              |
| 76          | SN 750     | 5   |                                 | G. Coppola Merola                                     | Fiat 500                                     |              |
| 77          | SN 750     | 11  |                                 | Garavini Zumaglia                                     | Fiat 500                                     |              |
| 78          | SN 750     | 12  | Giuseppe Marino                 | Giuseppe Marino Bianconi                              | Fiat 500                                     |              |
| 79          | SN 750     | 13  | Lino Dossena                    | Lino Dossena Giacomo Gorio                            | Fiat 500                                     |              |
| 80          | SN 750     | 19  | Romeo Guardiani                 | Romeo Guardiani G. Ciboldi                            | Fiat 500                                     |              |
| 81          | SN 750     | 22  | Alessandro Suppi                | Alessandro Suppi Emo Terragnoli                       | Fiat 500                                     |              |
| 82          | SN 750     | 26  |                                 | A. Marroni E. Pacini                                  | Fiat 500                                     |              |
| 83          | SN 1.1     | 32  | Luigi Della Chiesa              | Luigi Della Chiesa Paola Della Chiesa                 | Fiat 1100 Sport                              |              |
| 84          | SN 1.1     | 33  |                                 | C. Cussini A. Faccioli                                | Fiat 1100                                    |              |
| 85          | SN 1.1     | 34  | Dante Spreafico                 | Dante Spreafico M. Tana                               | Fiat 1100                                    |              |
| 86          | SN 1.1     | 38  | Giorgio Franco                  | Giorgio Franco Gino Bonacossa                         | Fiat 1100                                    |              |
| 87          | SN 1.1     | 39  | Bruno Boccosi                   | Bruno Boccosi Aldo Bertossi                           | Fiat 1100                                    |              |
| 88          | SN 1.1     | 40  | Achille Stazzi                  | Achille Stazzi Berghinz                               | Fiat 1100                                    |              |
| 89          | SN 1.1     | 44  | Giuseppe Gilera                 | Giuseppe Gilera Giovanni Minozzi                      | Fiat 1100 MM Berlinetta Savio                |              |
| 90          | SN 1.1     | 45  |                                 | „Alfa“ Tassara                                        | Fiat 1100 Sport Spider                       |              |
| 91          | SN 1.1     | 47  |                                 | G. B. Gandino Vicenzi                                 | Fiat 1100                                    |              |
| 92          | SN 1.1     | 51  |                                 | „Sette“ B. Donnini                                    | Fiat 1100 Sport Spider                       |              |
| 93          | SN 1.1     | 52  |                                 | Coppazzuccari Giovanni Corradi                        | Fiat Siata 1100 MM Berlinetta Viotti         |              |
| 94          | SN 1.1     | 56  |                                 | E. Moretti Roberto Franco                             | Fiat 1100                                    |              |
| 95          | SN 1.1     | 57  |                                 | G. Rivola F. De Dominicis                             | Fiat 1100                                    |              |
| 96          | SN 1.1     | 58  | Leo Spoletini                   | Leo Spoletini                                         | Fiat 1100                                    |              |
| 97          | SN 1.1     | 59  | Alberto Comirato                | Alberto Comirato Lia Comirato Dumas                   | Fiat-Comirato 1100                           |              |
| 98          | SN 1.1     | 60  |                                 | F. Marsigaglia B. Marsigaglia                         | Fiat 1100                                    |              |
| 99          | SN 1.1     | 66  | Giuseppe Rossi                  | Giuseppe Rossi Musti di Gennaro                       | Fiat 1100                                    |              |
| 100         | SN 1.1     | 67  | Vito Mussolini                  | Vito Mussolini Luciano Agosti                         | Fiat 1100 Spider                             |              |
| 101         | SN 1.1     | 69  | Casimiro Guerrini               | Casimiro Guerrini Paoletto                            | Fiat 1100                                    |              |
| 102         | SN 1.5     | 73  | Giovanni Bracco                 | Giovanni Bracco E. Romersa                            | Fiat 1100 Spider                             |              |
| 103         | SN 1.5     | 77  |                                 | P. Ravano M. Lenzi                                    | Lancia Aprilia                               |              |
| 104         | SN 1.5     | 78  |                                 | „Iota“ G. C. Gilardi                                  | Fiat 1500                                    |              |
| 105         | SN 1.5     | 81  | Geo Ferrari                     | Geo Ferrari Gino Rocco                                | Fiat 1500                                    |              |
| 106         | SN 1.5     | 84  |                                 | F. Marconcini L. Sbrana                               | Lancia Aprilia                               |              |
| 107         | SN 1.5     | 87  |                                 | N. Spada Gino Rossi                                   | Lancia Aprilia                               |              |
| 108         | SN 1.5     | 88  | Ruggero Minio                   | Ruggero Minio Aldo Monticello                         | Fiat 1500 Spider                             |              |
| 109         | SN 1.5     | 91  |                                 | G. Anton Pesenti B. Ghiringhelli                      | Fiat 1500                                    |              |
| 110         | SN 1.5     | 92  |                                 | Evangelista Sommariva                                 | Fiat 1500                                    |              |
| 111         | SN 1.5     | 93  | Luigi Scarfiotti                | Luigi Scarfiotti Disma Re                             | Lancia Aprilia                               |              |
| 112         | SN 1.5     | 96  |                                 | G. Dufour Berté Sergio Banti                          | Fiat 1500 Spider                             |              |
| 113         | SN 1.5     | 97  | Giacomo Ragnoli                 | Giacomo Ragnoli Guido Moroni                          | Fiat 1500                                    |              |
| 114         | SN 1.5     | 100 | Vittorio Mazzonis               | Vittorio Mazzonis C. Vigliardi Paravia                | Lancia Aprilia                               |              |
| 115         | SN 1.5     | 101 | Angelo Mignanego                | Angelo Mignanego Luigi Bruzzo                         | Lancia Aprilia                               |              |
| 116         | SN 1.5     | 102 | Giacomo Malagola                | Giacomo Malagola B. Bacchetta                         | Lancia Aprilia                               |              |
| 117         | SN 1.5     | 105 |                                 | G. Ramella R. Mino                                    | Lancia Aprilia                               |              |
| 118         | SN 1.5     | 105 |                                 | Alb. Pellerano Antonio Bortolami                      | Lancia Aprilia                               |              |
| 119         | S 2.0      | 110 | Eddie Hertzberger               | Eddie Hertzberger Albert Debille                      | Aston Martin Speed Model                     |              |
| 120         | S 2.0      | 111 | Remy Jacazio                    | Remy Jacazio Guglielmo Gramolelli                     | Fiat 1500                                    |              |
| 121         | S 2.0      | 112 | Ecurie Eudel                    | Marcel Contet Roero                                   | Riley 2000                                   |              |
| 122         | S 2.0c     | 115 |                                 | G. Castellano G. Guerrini                             | Alfa Romeo 6C 1750                           |              |
| 123         | S 2.0c     | 116 | Renato Balestrero               | Renato Balestrero Secondo Corsi                       | Alfa Romeo 6C                                |              |
| 124         | S 2.0c     | 119 | Giacomo Palmieri                | Giacomo Palmieri Mario Moradei                        | Maserati 4CS 1500                            |              |
| 125         | S 2.0c     | 119 |                                 | D. Longato Silvio Gerardi                             | Alfa Romeo 6C                                |              |
| 126         | S 2.0c     | 126 |                                 | Sarubbi Claudio Guerra                                | Alfa Romeo 6C                                |              |
| 127         | S 2.0c     | 127 | Andrea Brezzi                   | Andrea Brezzi S. Rivetti                              | Maserati 4CS 1500                            |              |
| 128         | SN + 1.5   | 130 |                                 | G. Missaglia                                          | Alfa Romeo 6C 2300B MM Spider Touring        |              |
| 129         | SN + 1.5   | 130 |                                 | P. Ferraro E. Crivellari                              | Alfa Romeo 6C 2300B MM Berlinetta Touring    |              |
| 130         | SN + 1.5   | 130 |                                 | V. Randaccio G. F. Randaccio                          | Alfa Romeo 6C 2300                           |              |
| 131         | SN + 1.5   | 135 | Catullo Lami                    | Catullo Lami M. Barontini                             | Alfa Romeo 6C 2300                           |              |
| 132         | SN + 1.5   | 137 |                                 | Cravetto Vicquery                                     | Alfa Romeo 6C 2300B MM Spider Touring        |              |
| 133         | SN + 1.5   | 139 | Giovanni Battaglia              | Giovanni Battaglia Angelo Guatta                      | Alfa Romeo 6C 2300B MM Berlinetta Touring    |              |
| 134         | S3.s / 4.5 | 141 | Alfa Corse                      | Giuseppe Farina Stefano Meazza                        | Alfa Romeo 8C 2900B Spider MM Touring        |              |
| 135         | S3.s / 4.5 | 147 | Ecurie Bleue                    | Gianfranco Comotti Charles Roux                       | Delahaye 145                                 |              |
| 136         | S3.s / 4.5 | 148 | Alfa Corse                      | Eugenio Siena Emilio Villoresi                        | Alfa Romeo 8C 2900B Spider MM Touring        |              |
| 137         | S3.s / 4.5 | 151 | Emilio Romano                   | Emilio Romano Paolo Corradi                           | Alfa Romeo 8C 2300                           |              |
| 138         | S3.s / 4.5 | 153 |                                 | M. Bonomi Todeschini Cellin                           | Alfa Romeo 8C 2300                           |              |
| 139         | S3.s / 4.5 | 154 |                                 | T. Musso R. Ruvioli                                   | Alfa Romeo Platé                             |              |
| 140         | S3.s / 4.5 | 155 | Emilio Vicentini                | Emilio Vicentini A. Vicentini                         | Alfa Romeo Platé                             |              |

### Nur in der Meldeliste
Hier finden sich Teams, Fahrer und Fahrzeuge, die für das Rennen gemeldet waren, aber aus den unterschiedlichsten Gründen nicht daran teilnahmen.
| Pos. | Klasse     | Nr. | Team             | Fahrer                        | Chassis          |
| ---- | ---------- | --- | ---------------- | ----------------------------- | ---------------- |
| 141  | S 2.0      |     |                  | Tassara Piero Facetti         | Maserati 4C 1500 |
| 142  | S3.s / 4.5 |     | Giacomo De Rham  | Giacomo De Rham Corara        | Alfa Romeo 8C    |
| 143  | S 2.0      |     | Raffaello Faini  | Raffaello Faini V. Petrini    | Alfa Romeo 6C    |
| 144  | S 2.0      |     | Pasquale Contini | Pasquale Contini R. Salvadori | Alfa Romeo 6C    |
| 145  | S3.s / 4.5 | 144 | Gino Rovere      | Gino Rovere Robert Brunet     | Bugatti          |

### Klassensieger
| Klasse     | Fahrer             | Fahrer           | Fahrzeug                              | Platzierung im Gesamtklassement |
| ---------- | ------------------ | ---------------- | ------------------------------------- | ------------------------------- |
| S3.s / 4.5 | Clemente Biondetti | Aldo Stefani     | Alfa Romeo 8C 2900B Spider MM Touring | Gesamtsieg                      |
| S 2.0c     | Bellandri          | O. Veggelli      | Alfa Romeo 6C Spider Zagato           | Rang 21                         |
| S 2.0      | Alfred Fane        | Bill James       | BMW 328                               | Rang 8                          |
| SN + 1.5   | Franco Cortese     | C. Fumagalli     | Alfa Romeo 6C 2300B MM Spider Touring | Rang 9                          |
| SN 1.5     | Luigi Villoresi    | Corrado Forti    | Lancia Aprilia Spider Zagato          | Rang 14                         |
| SN 1.1     | Piero Taruffi      | Francesco Carena | Fiat 1100 MM Berlinetta Savio         | Rang 16                         |
| SN 750     | Giulio Baravelli   | Adelmo Sola      | Stanguellini SN750 Spider Torricelli  | Rang 50                         |

### Renndaten
- Gemeldet: 144
- Gestartet: 140
- Gewertet: 72
- Rennklassen: 7
- Zuschauer: unbekannt
- Wetter am Renntag: unbekannt
- Streckenlänge: 1630,000 km
- Fahrzeit des Siegerteams: 1:58:29,000 Stunden
- Gesamtrunden des Siegerteams: 1
- Gesamtdistanz des Siegerteams: 1630,000 km
- Siegerschnitt: 135,370 km/h
- Pole Position: keine
- Schnellste Rennrunde: keine
- Rennserie: 1. Lauf zur Italienischen Sportwagen-Meisterschaft 1938